# Communications Biology
Communications Biology è una rivista scientifica ad accesso aperto e sottoposta a revisione paritaria, che pubblica articoli relativi alla ricerca nel campo della biologia. È stata fondata nel 2018 ed è pubblicata dalla casa editrice Nature Portfolio. È una rivista gemella di Communications Physics e Communications Chemistry.
Dal 2024 la caporedattrice è Christina Karlsson Rosenthal.

## Indicizzazione
Secondo il Journal Citation Reports, nel 2022 la rivista ha ricevuto un fattore di impatto 2022 pari a 5,9, che la collocava al 12º posto su 92 riviste censite nella categoria "Biologia".
Gli abstract e gli articoli sono indicizzati dai seguenti database bibliografici:
- Biological Abstracts;
- BIOSIS Previews;
- CAB abstracts;
- Current Contents/Life Sciences;
- Index Medicus/MEDLINE/PubMed;
- Science Citation Index Expanded;
- Scopus;
- The Zoological Record.